# Василёк бело-жемчужный
Василёк бело-жемчужный (лат. Centaurea margaritalba) — многолетнее растение из рода Василёк семейства Астровые. Включён в Красную книгу Украины и Европейскую Красную книгу.

## Ареал
Ареал вида — степное Причерноморье (левый берег Бугского лимана).

## Описание
Высота взрослого растения — от 48 до 85 см.
Окраска цветков — от розовой до фиолетовой. Цветёт с июня по октябрь.